# Déli bunkóliliom
A déli bunkóliliom (Cordyline australis) a spárgavirágúak rendjébe (Asparagales) sorolt, vitatott rendszertani helyű bunkóliliom (Cordyline) nemzetség egyik faja. Nevét némely fordításban (Johnson) tévesen „széleslevelű bunkólilomnak” írják — ez félrevezető, mert széleslevelű bunkólilomnak magyarul az Új-Guineában honos Cordyline fruticosa fajt hívjuk.
Tudományos előneve a bunkót, illetve buzogányt jelentő görög „kordyle” szóból származik, és arra utal, hogy a növény gyöktörzse a táplálék raktározása érdekében megvastagodott

## Származása, elterjedése
Új-Zélandról származik, de dísznövényként sokfelé kapható. A meleg mérsékelt égövben — így a Mediterráneumban sokfelé kivadult; szabadon nő (Johnson).

## Megjelenése, felépítése
Eleinte tőlevélrózsás, majd ahogy alsó levelei fokozatosan leszáradnak, legfeljebb 16 m magas fává cseperedik. Az így kialakuló törzs virágzás után elágazik — először jellemzően a növény nyolc éves korában, amikor kb. 5 m magas. További elágazásokkal sűrű vagy váza alakú koronát fejleszt (Johnson).
Gyökere fehér; sokáig főleg ennek alapján különböztették meg a nagyon hasonló alkatú sárkányfáktól (Dracaena spp.).
Lándzsahegy alakú, párhuzamosan erezett levelei fölfelé kanyarodó spirálvonalban nőnek. A felálló, majd szétterülő, méter hosszúra is megnövő, nem túl kemény tapintású levelek idővel üstökszerűen lekonyulnak. Leveleinek színe az élénkzöldtől a sötétliláig változik változik (CityGreen).
Apró, halvány, fűszeres illatú, fehér virágai nagy, összetett, de nem túl látványos bugavirágzatban nyílnak. Termése piros bogyó.

## Életmódja, termőhelye
Örökzöld. Egyike annak a néhány egyszikűnek, amelyek csírázáskor nem két hanem egy sziklevéllel bújnak elő (Johnson). A rokon fajokkal kereszteződhet (lásd a térképen).
Egyáltalán nem fagytűrő, de hidegházban, 10 °C-hez közeli hőmérsékleten jól átteleltethető.
A nedvességet igényli, de a tocsogó, pangó vizet nem bírja. Ha a földje kiszárad, a levélvégek könnyen beszáradhatnak, ezért talaja legyen lehetőleg állandóan nyirkos. Magról és vegetatívan (rizómájáról, valamint törzs- és levéldugványról) egyaránt szaporítható.
Fényigényes, de a tűző napot rosszul tűri. A huzatot sem szereti (CityGreen).

## Betegségei, kártevői
Száraz levegőjű helyiségben gondot okozhatnak a takácsatkák. A gyapjastetvek feltűnését a levelek hónaljában feltűnő fehér vattapamacsok jelzik. A leveleken megjelenő, ezüstösen csillogó foltok tripszek jelenlétére utalnak — Ezeken a helyeken a kártevők kiszívták a növény nedvét, és az üres sejtek levegővel teltek meg.

## Felhasználása, kertészeti változatai
Levéldísznövényként a mérsékelt égövön is közismert (CityGreen).